# ピアノ協奏曲 (リムスキー＝コルサコフ)
ピアノ協奏曲嬰ハ短調（露：Концерт для фортепиано с оркестром）作品30は、ロシアの作曲家、ニコライ・リムスキー＝コルサコフが1882年から1883年にかけて作曲した作品。1884年3月にサンクトペテルブルクの無料音楽学校演奏会において初演された。

## 楽曲構成
アタッカによって切れ目のない単独の楽章として作曲されているが、対照的な3つの部分が含まれている。第1楽章冒頭の短い導入主題の後に、作曲に当たってバラキレフが薦めてくれた、ロシア民謡による主題が独奏ファゴットによって提示される。本曲では、この2つの主題が循環主題として使用されている。
1. モデラート ― アレグレット・クヮジ・ポラッカ Moderato - Allegretto quasi polacca
2. アンダンテ・モッソー Andante mosso
3. アレグロ Allegro

## 楽器編成
フルート2、オーボエ2、クラリネット2、ファゴット2、ホルン2、トランペット2、トロンボーン3、ティンパニ（3台）、独奏ピアノ、弦五部

## 概説
長い休止期間を経て、ミリイ・バラキレフが1881年にロシア楽壇に復帰した。1881年から1882年までの第1回無料音楽学校演奏会の定期公演においてのことであった。リムスキー＝コルサコフにピアノ協奏曲の作曲を持ちかけたのも、やはりバラキレフであった。

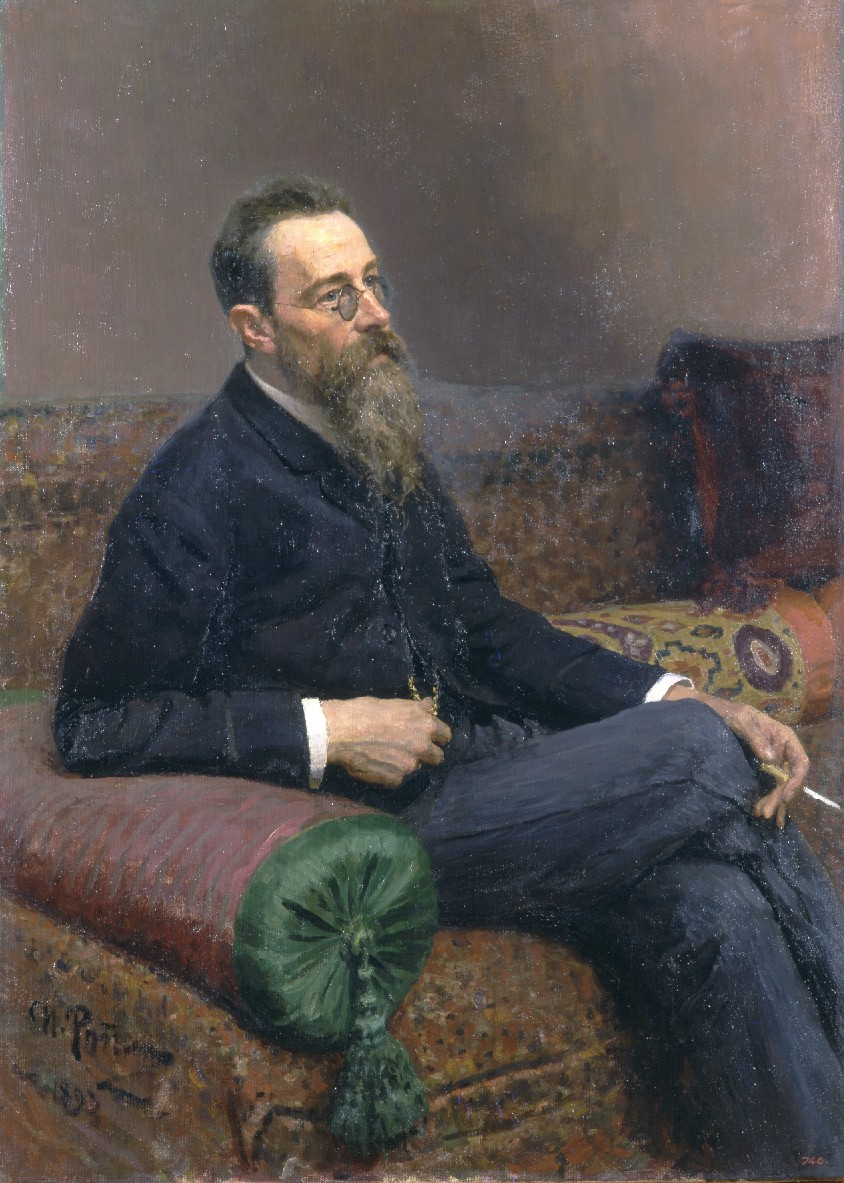
イリヤ・レーピン画によるリムスキー＝コルサコフ像

リムスキー＝コルサコフはピアノが達者でなかったものの、本人が書いているように、「この作品が美しく響き、ピアノの演奏技巧や演奏様式という点において十分満足なものであることが証明されたということは特筆せねばなるまい。これゆえにバラキレフは仰天しながらも、この協奏曲が気に入ったのだった。バラキレフは、（リムスキー＝コルサコフが）完全にピアノ向けの楽曲の書き方を分かっているはずがないと高をくくっていたのである。」
リムスキー＝コルサコフは、フランツ・リストを手本にしたおかげでピアノ協奏曲を作曲することができたことを認めており、それゆえ作品はリストに献呈されている。リストの協奏曲、とりわけ《ピアノ協奏曲 第2番》と同じく単一楽章を採り、その中に互いに対照的な部分が埋め込まれているが、はっきりとした切れ目なしに一方から他方へと雪崩れ込むように構成されている。華麗で装飾的なピアノ書法もまたリスト風である。リストの協奏曲と異なるのは、単主題的である点である。リムスキー＝コフサコフはこの主題を、1866年に出版されたバラキレフの民謡集から取り、この民謡主題を、リスト流の主題変容の技法によって作品中にちりばめている。このため民謡主題は、曲が進むにつれて、登場するたび性格や音型が変わっていく。リスト以外に、エドゥアルト・ナープラヴニークのピアノと管弦楽のための《ロシア幻想曲（Fantasie russe）ロ短調》にも影響されたかもしれない。リムスキー＝コルサコフは、1882年のロシア全国博覧会において、モスクワで《ロシア幻想曲》を指揮しており、《ロシア幻想曲》もまた自由な楽式で作曲されているからである（但し民謡旋律は3つ使用されており、そのうち一つが名高い「ボルガの舟唄」にほかならない）。

## 影響と評価
この協奏曲の抒情性やブラヴーラなパッセージ、民謡の独創的な用法は、ロシア国民楽派にしっかりと根付いており、この作品は、アレクサンドル・グラズノフやアントン・アレンスキーのピアノ協奏曲のほか、わけてもセルゲイ・ラフマニノフの《ピアノ協奏曲 第1番》にも影響を及ぼしている。とはいえ、（たいてい演奏するのに15分とかからないという）その短さも祟ってか、西側ではめったに上演されることがない。

## 参考資料
- Garden, Edward, Liner notes for Hyperion CDA66640, Balakirev & Rimsky-Korsakov Piano Concertos (London: Hyperion Records Inc., 1993).
- Rimsky-Korsakov, Nikolai, My Musical Life.
- Soifertis, Evgeny, Liner notes for Hyperion CDA67511, Nápravník: Concerto Symphonique, Fantasie Russe; Blumenfeld: Allegro (London: Hyperion Records Limited, 2005).